# История Карибского региона

История государств Карибского региона с 1700 года до конца XX века

История Карибского региона, как островов Вест-Индии, так и побережья Центральной и Южной Америки, наиболее достоверно известна начиная с эпохи колонизации Америки европейскими державами. История более ранних периодов изучается археологическими и генетическими методами.

## До испанской колонизации
В истории доколумбова заселения островов Карибского моря выделяют три группы народов. Народы первой группы (палеоиндейцы) пришли на острова в 5000—2000 годах до н. э. из Центральной или Южной Америки. Следующая группа, мигрировавшая в 1000—500 годах до н. э. из Южной Америки на Большие Антильские острова и остров Тринидад, создала месоиндейскую или сибонейскую культуру. Третьей группой народов, которые появились в регионе были таино, пришедшие в 300 году до н. э. из Южной Америки на остров Тринидад и оттуда заселившие Малые и Большие Антильские острова, а затем карибы, мигрировавшие после 1000 года н. э. из района дельты Ориноко и вытеснившие аравакоговорящих индейцев с Тринидада и Малых Антильских островов.
На северо-западном берегу Карибского моря, на полуострове Юкатан процветала цивилизация майя.

## Колонизация

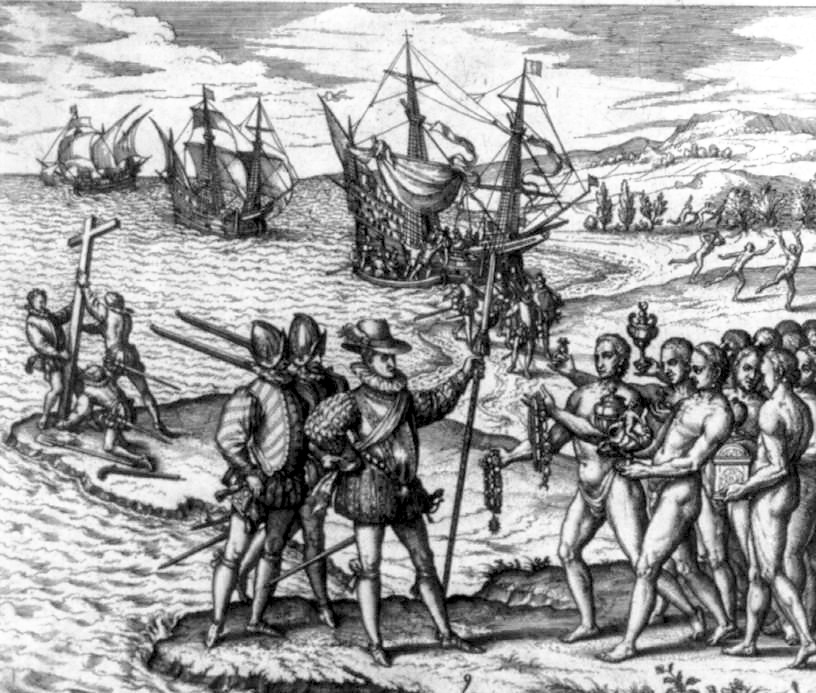
Высадка экспедиции Христофора Колумба на Эспаньоле в 1492 году

Название Карибского моря происходит от карибов — группы индейских народов, проживавших на Антильских островах в период их открытия европейцами в XV веке. Поначалу испанские завоеватели исказили название этих племён и стали называть их «каннибалами». Новые земли, которые были названы Вест-Индия, также часто именовались испанцами Антильским морем, поэтому в некоторых европейских языках также используется это название.
Когда испанцы прибыли на Антильские острова, они были заселены индейцами таино, которые примерно в I в до н. э. мигрировали туда из Южной Америки. В 1492 году первая экспедиция Христофора Колумба высадилась на Багамах, пребывая в полной уверенности, что ими был открыт новый путь в Азию. На острове, получившем название Эспаньола (ныне Гаити), было основано первое испанское поселение, положившее начало вековому господству Испании в регионе. С 1506 по 1511 годы с участием Эрнана Кортеса и Диего Веласкеса де Куэльяр острова Эспаньола и Куба были завоёваны, а местное население — превращено в рабов. В 1517 году Франсиско Эрнандес де Кордова открыл полуостров Юкатан, где испанцы впервые встретились с развитой цивилизацией майя. Последовавшие затем экспедиции Хуана де Грихальва (1518) и Эрнана Кортеса (1519) положили начало завоеванию и колонизации Мексики.
Так как Англия, Франция, Нидерланды оспаривали права Испании на острова Вест-Индии, то Карибское море с XVI века было театром постоянной борьбы между морскими державами Европы. Англичан, французов, голландцев привлекали прежде всего изолированные острова, которые Испания фактически не контролировала.
Первые английские колонии появились на Бермудских островах (1612), островах Сент-Киттс (1623) и Барбадос (1627) и были затем использованы для колонизации других островов. В 1631 году англичане колонизировали острова Провиденсия и Сан-Андрес.

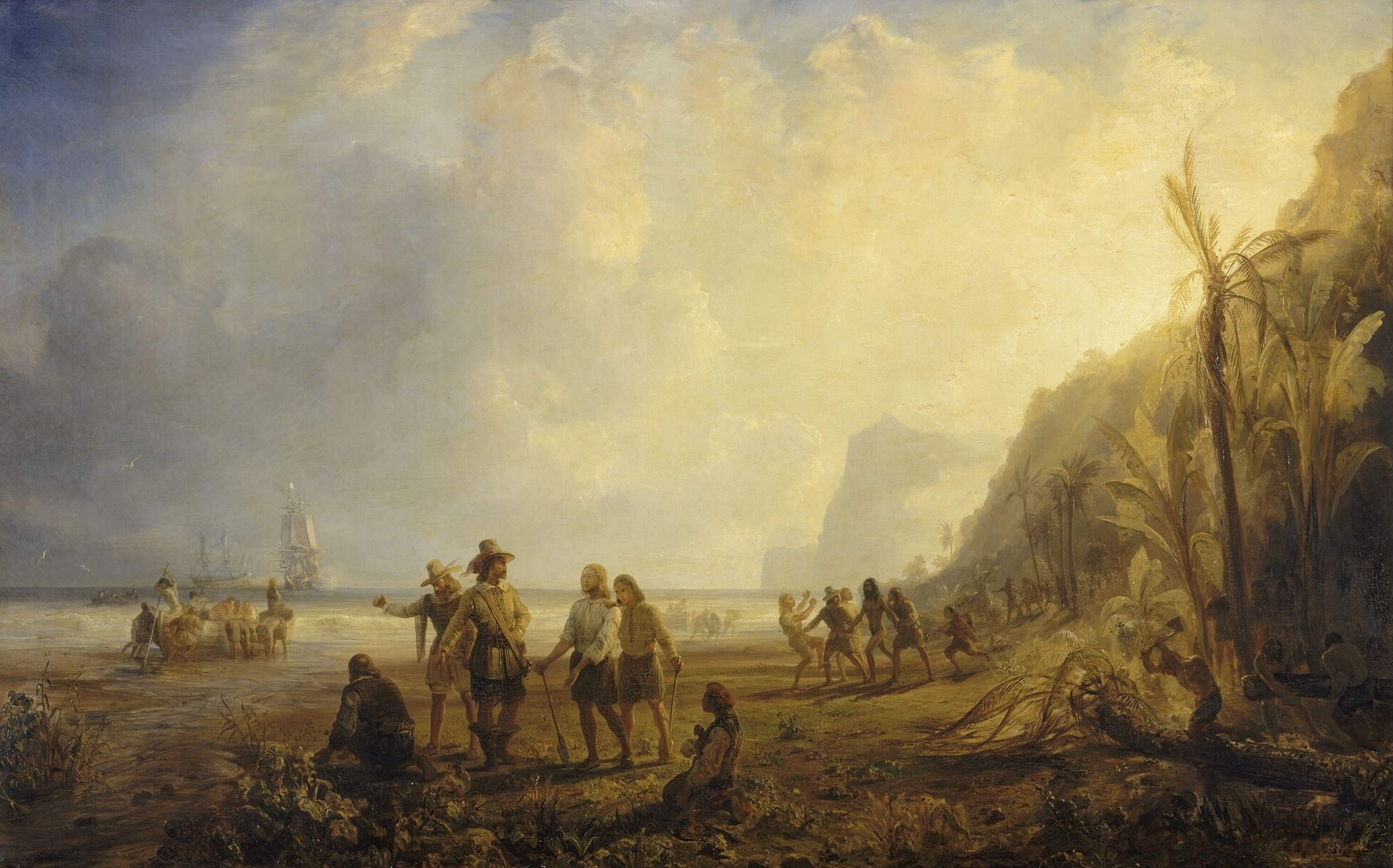
Пьер Белен д'Эснамбюк высаживается на Мартинике в 1635 году

Французская Вест-Индия также началась с острова Сент-Китс (1624), затем были основаны поселения на островах Гваделупа и Мартиника (1635). После банкротства в 1648 году французской «Компании Американских Островов» и распродажи её владений в частные руки на французских островах установилась власть частных лиц: Ш. Уэль взял под свой контроль острова Гваделупа, Мари-Галант и Дезирад, Ж. Дюель дю Парке стал хозяином на Мартинике, Сент-Люсии, Гренаде и Гренадинах, а французская часть острова Сент-Китс, где обосновался рыцарь-иоаннит Пуанси, в 1651 году стала владением Мальтийского ордена. В 1664 году была создана Французская Вест-Индская компания, которая стала выкупать острова у частных владельцев. В 1674 году она была ликвидирована, а управление заморскими колониями перешло под прямой контроль короля.
В 1655 году под контролем англичан оказалась Ямайка, а в 1697 году французы захватили западную часть Эспаньолы. В XVII веке на островах Кюрасао, Святого Мартина, Аруба и ряде других появились голландские колонии, позже вошедшие в состав Нидерландских Антильских островов. Датские владения в регионе появились в 1672 году на островах Сент-Джон и Сент-Томас.
Европейские державы активно завозили африканских рабов и вывозили продукцию сельского хозяйства (табак, сахар, красители и др.) и ресурсы (золото и серебро), используя для этого даже специальные флотилии. Регион Карибского моря превратился в площадку торговли новыми для Европы товарами, что повлекло развитие пиратства.

## Пиратство
Пиратство в Карибском море зародилось в XVI веке, основными центрами сбора пиратов, корсаров и буканьеров стали остров Тортуга и Порт-Ройял. Одним из первых приватиров на службе её величества был Фрэнсис Дрейк, наиболее известный захватом испанского Серебряного каравана в порту Номбре-де-Диос в 1572 году. Его дело продолжил Генри Морган, который предпринял в 1671 году известный поход на Панаму и стал позднее вице-губернатором Ямайки.
Расцвет пиратства пришёлся на 1700—1730 годы — это время называют золотым веком пиратства. За этот период прославились Чёрная Борода и Стид Боннет, действовавшие в Карибском море в 1716—1718 годах, а также Чарльз Вейн, чья карьера длилась с 1716 по 1719 годы. Прославленный Чёрный Барт, а также Джек Рэкхем и его подруги Энн Бонни и Мэри Рид орудовали в Вест-Индии до 1720 года. Важным источником сведений о биографии этих и других пиратов является книга Чарльза Джонсона, которая вышла в 1724 году под названием «Всеобщая история грабежей и смертоубийств, учинённых самыми знаменитыми пиратами».
Среди поздних пиратов выделяется Роберто Кофреси, промышлявший в Карибском регионе в 1818—1825 годах.

## Постколониальный период

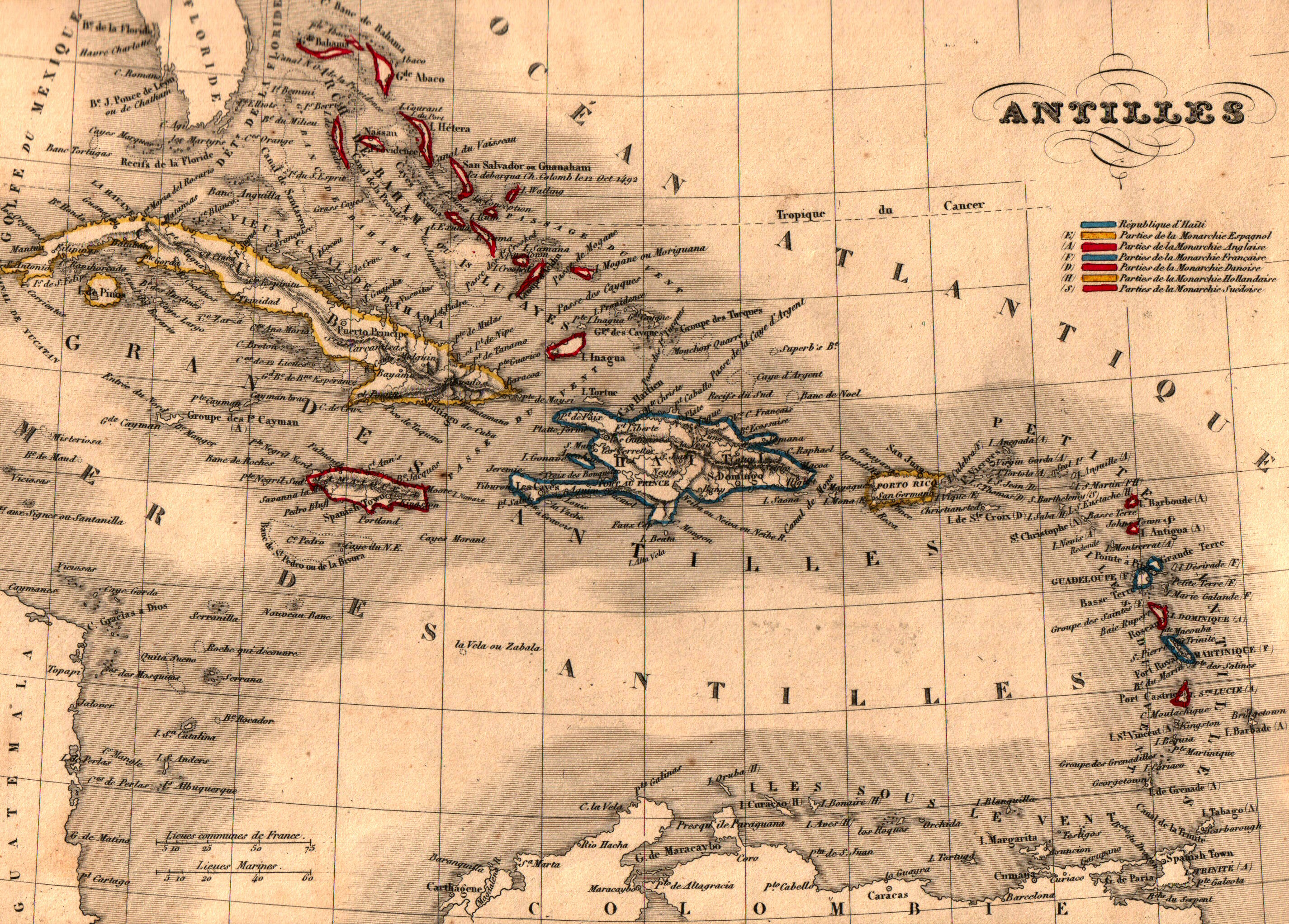
Французская карта Антильского моря и островов, 1843 год

С XIX века начинается выход колониальных стран из империй. В результате восстания рабов французская колония Сан-Доминго первой получила независимость в 1804 году. Оставшаяся часть Эспаньолы была завоёвана гаитянцами в 1821 году, но в 1844 году на этой территории сформировалась Доминиканская Республика. После серии войн Куба при вмешательстве США получила независимость от Испании в 1898 году, а остров Пуэрто-Рико перешёл к Соединённым Штатам Америки, которые начали играть доминирующую роль в регионе. В 1903 году при участии США после отделения Панамы от Колумбии был построен Панамский канал, связавший Карибское море с Тихим океаном. Он был открыт 15 августа 1914 года и находился под управлением США до 31 декабря 1999 года. В 1917 году Дания продала свои владения США, и они получили название Американские Виргинские острова. В период с 1958 по 1962 годы большая часть контролируемых Великобританией земель были выделены в Федерацию Вест-Индии, которая затем распалась на отдельные государства.
12 декабря 2001 года главы государств и правительств стран-членов Ассоциации карибских государств, собравшиеся на острове Маргарита (Венесуэла), приняли «Маргаритскую декларацию», которая признаёт Карибское море общим наследием и бесценным активом, а также задаёт направление сотрудничеству стран в вопросах торговли, туризма, транспорта и стихийных бедствий. 29 июля 2005 года на встрече в Панаме члены ассоциации подтвердили свои намерения.